# Annett Louisan
Annett Päge, nota come Annett Louisan (Havelberg, 2 aprile 1977), è una cantante tedesca.

## Discografia

### Album in studio
- 2004 - Bohème
- 2005 - Unausgesprochen
- 2007 - Das optimale Leben
- 2008 - Teilzeithippie
- 2011 - In meiner Mitte
- 2014 - Zu viel Information
- 2016 - Berlin, Kapstadt, Prag

### Album dal vivo
- 2014 - Zu viel Information - Live

### Raccolte
- 2015 - Song Poeten.

## Premi
- Echo 2005 - artista femminile dell'anno
- Goldene Stimmgabel 2005 - artista femminile solista